# Musei senza frontiere
Musei senza frontiere (in inglese Museum with No Frontiers) è un'organizzazione internazionale senza scopo di lucro fondata su iniziativa di Eva Schubert nel 1995 nel quadro del partenariato euro-mediterraneo del Processo di Barcellona rilanciato con il nome di Unione per il Mediterraneo. Musei senza frontiere fornisce una piattaforma che consente a tutti i partecipanti di interagire in modo produttivo e di contribuire a una presentazione transnazionale della storia, dell'arte e della cultura basate sull'uguale visibilità di tutte le parti che vi partecipano. A questo fine, il MWNF sviluppa formati espositivi che non richiedono lo spostamento di opere d'arte: i reperti nei musei, i monumenti e i siti archeologici sono presentati in situ.
A questo scopo, lo sviluppo dei formati d'esposizione che non necessitano di spostamento delle opere d'arte, messa in posizione, gli artefatti nei musei, i monumenti e i luoghi archeologici sono presenti in situ o in un ambiente virtuale (il Museo virtuale del MWNF).